# Striktosidin
Striktosidin je indolový alkaloid vznikající Pictetovou–Spenglerovou kondenzací tryptaminu se sekologaninem, katalyzovanou enzymem striktosidinsyntázou.
Striktosidin je meziproduktem biosyntézy mnoha lékařsky významných látek, jako jsou chinin, kamptothecin, ajmalicin, vinblastin, vinkristin, a mitragynin.

## Výskyt
Striktosidin lze nalézt v rostlinách těchto čeledí:
- Toješťovité
- Logániovité
- Mořenovité
- Tupelovité
- Alangiaceae

Striktosidin mohou vytvářet také kvasinky (Saccharomyces cerevisiae), s 21 přidanými a 3 odstraněnými geny.
Striktosidin a produkt jeho deglukosylace působí proti několika mikroorganismům.